# 洛阳师范学院
洛阳师范学院是位于中國河南省洛阳市的一所省属普通高等师范本科院校，位于洛阳洛龙区吉庆路6号。学院前身是始建于1916年的河洛师范学校，历经河南省立河洛师范学校、河南省立第四师范学校、河南省立洛阳师范学校、洛阳师范专科学校、洛阳师范高等专科学校，2000年升级为本科院校，更为现名。截至2024年3月，学校有22个学院、58个本科专业、全日制在校生28000余人，各类成人教育学生9000余人。
学校原址安乐校区自2011年起，逐步搬迁至现址伊滨校区。

## 简介
2007年学校通过教育部本科教学工作水平评估。2011年获教育硕士专业学位研究生培养试点单位。学校占地约2850亩，建筑面积74.7万平方米。固定资产总值约29.5亿元，图书馆馆藏图书268.6余万册。
2019年，中国高校行星科学联盟成立，洛阳师范学院为成员之一。

## 历史
本节主要参考贺巷超主编的《洛阳师范学院校史》撰写。

### 河洛道师范学院时期（1916年—1917年）
1916年8月，河南省省政公署政务厅根据小学教育发展的要求和师范教育发展的规划，令王卓午到洛阳筹建河南省立河洛道师范学院，任校长。学校以洛阳西关外五贤街周公庙旧址为校舍。校舍共103间，教室5座，宿舍41间，操场东西长47米，南北宽40米。学校另有一附属小学。王卓午任校长7年。
1916年9月24日，学校开学上课。1917年国家教育部来校视察，给予了肯定的考察意见。
1917年，校址迁至南大营。该地现为洛阳市老城区营林街9号，现为洛阳市实验中学文峰校区。

### 河南省立第四师范学校时期（1917年—1933年）
1917年秋，河南省教育厅重新命名省内的师范学校，按照排序命名将校名改为第四师范学校。
1925年3月，军阀混战，为反击樊钟秀进驻洛阳，张治公部实施反攻，使用大炮轰击城市，学校校舍被毁，临时迁入广川街，直至局势稳定后回到周公庙。
1932年，因一·二八事變，南京受到威胁，国民政府迁洛阳。学校寒假期间，中央军事委员会入驻学校，占据学校大部分地区供办公使用。2月，因开学后不能上课，学生举行游行示威。2月29日，国民政府陆续离校，3月3日复学，并于7日正式上课。
在此期间，校长轮换为王卓午、刘维屏、王公度、晁荫昌、杜希夷、庞骥、李名章。

### 河南省立洛阳师范学校时期（1933年—1950年）
1933年，根据教育部《师范学校组织规程》规定，学校改为地名命名。
在抗日战争期间，为声援一二·九运动，学校学生同洛阳其他学校学生一起参与游行，声援北平。七七事变后，日军逼近孟津，学校按照教育厅安排，安迁卢氏县。1940年初，重新迁回洛阳。1941年，日军攻陷郑州，学校先后迁址卢氏县、涧北村。在此期间，由于经济紧张，学校经历空前困难。1945年日本投降后，学校重新迁回洛阳。
国共内战时期，学校先后迁址时为河南省首府的开封市，又因解放军临近开封，随河南国民政府南迁江苏省苏州市盛泽镇。1949年，随着渡江战役胜利，学校被新政府接管，师生陆续返回河南。

## 文化
- 校训：敬业奉献、为人师表；
- 校风：厚德博学、励志笃行；
- 教风：德以修己、教以育人；
- 学风：勤学善思、知信达贤。[3]

## 学院

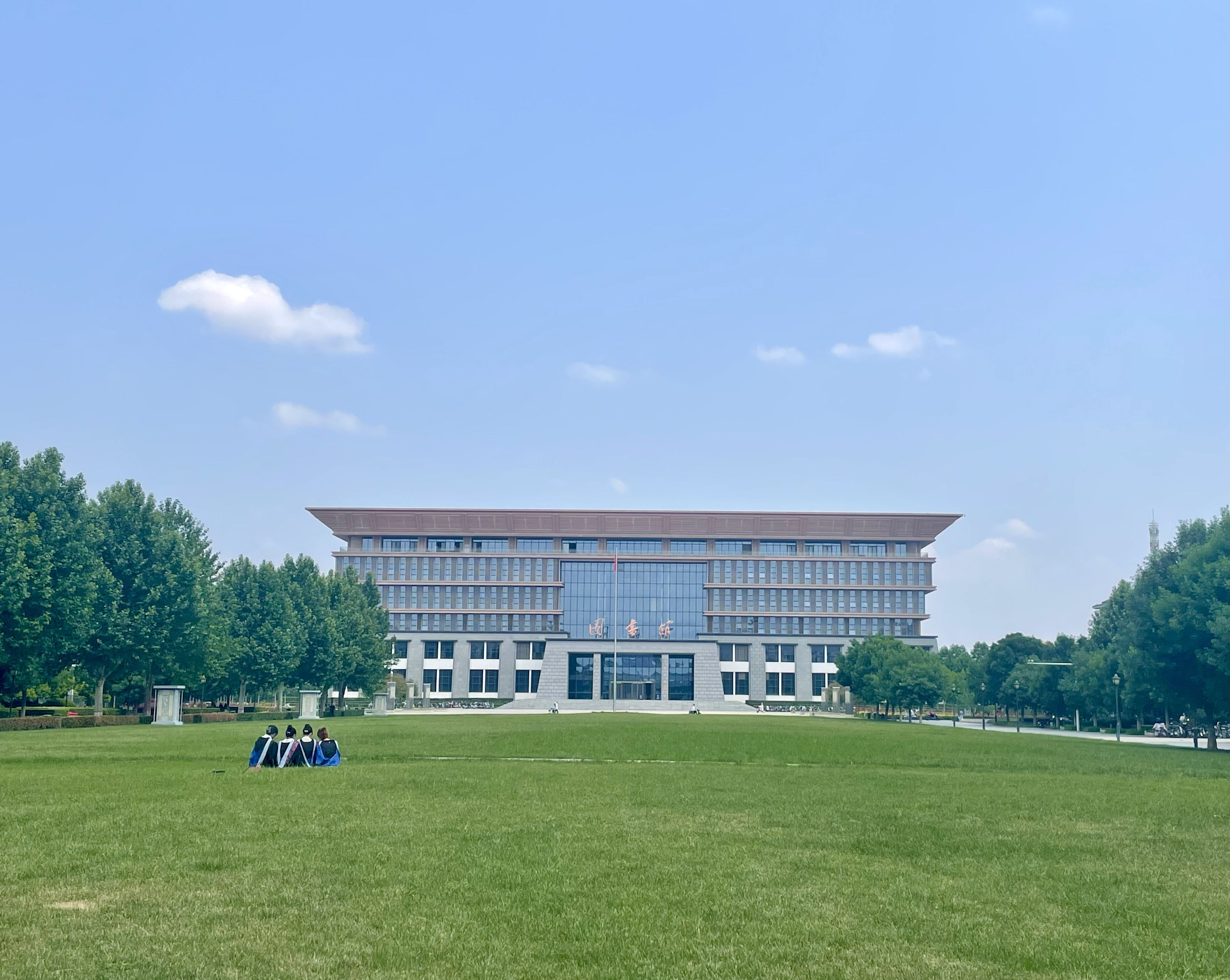
校图书馆

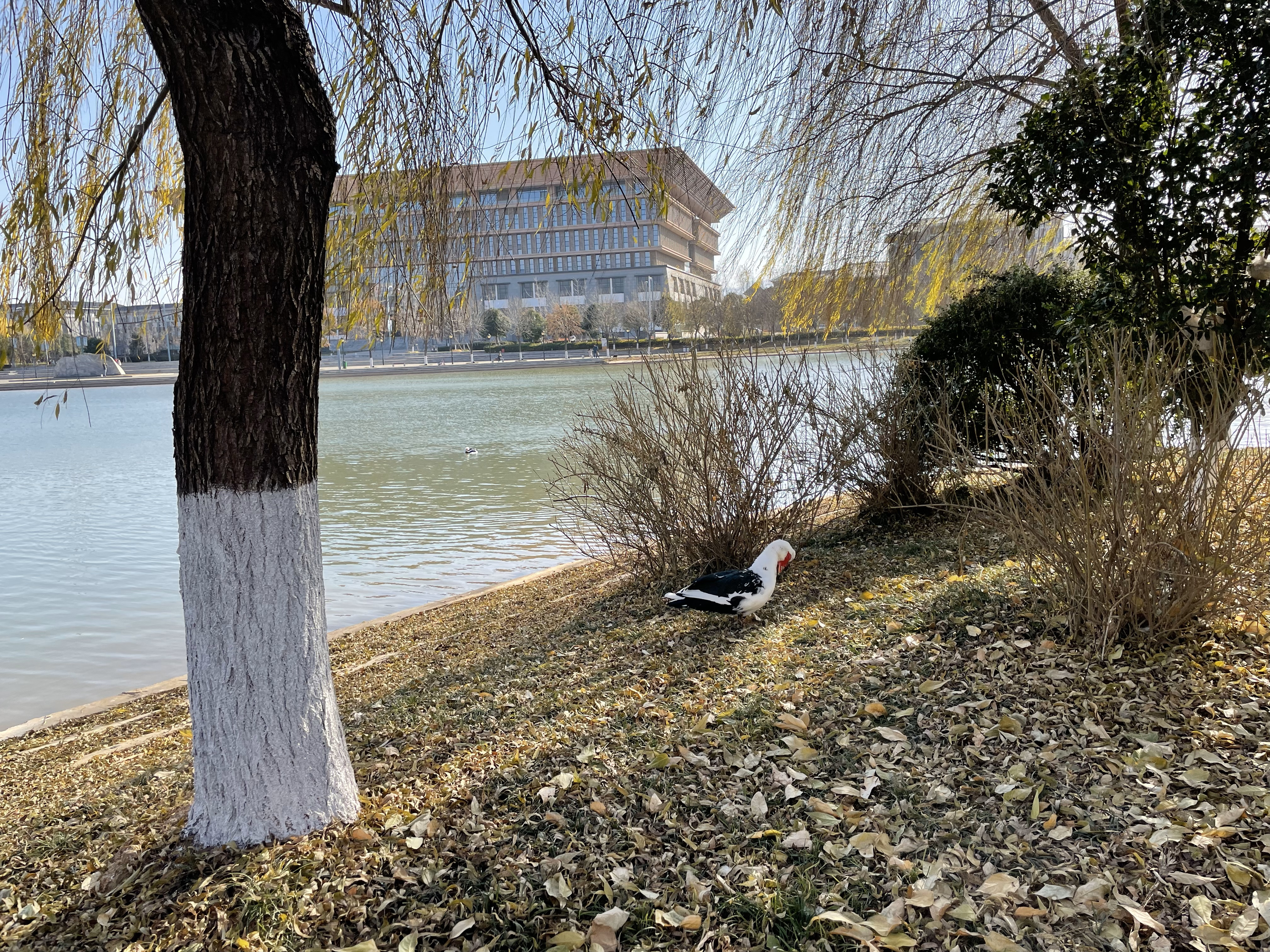
校内湖泊月明湖，远处可见校图书馆

现有文学院、历史文化学院、政法与公共管理学院、外国语学院、数学科学学院、物理与电子信息学院、化学化工学院、信息技术学院、体育学院、音乐学院、美术学院、教育科学学院、生命科学学院、商学院、学前教育学院、新闻与传播学院、国土与旅游学院、艺术设计学院、电子商务学院、食品与药品学院、国际教育学院、继续教育学院、软件职业技术学院共计23个学院，公共教研部4个，本科专业61个，涵盖文学、理学、工学、经济学、管理学、法学、历史学、教育学、艺术学、农学10大学科门类。现有全日制在校生30000余人，各类成教生4000余人。

## 校内场馆

### 河洛古代石刻艺术馆
河洛古代石刻艺术馆位于校图书馆一楼，2007年建成开馆。艺术馆收藏有河洛地区古代石刻墓志等文物600多件。分为历代墓志展区、鸳鸯志展区、古代雕刻艺术品展区、古代明器展区共四个展区。

### 洛阳汉画艺术博物馆
洛阳市汉画艺术博物馆位于校图书馆一楼，是一座专业型艺术类展馆，馆内收藏有300余块汉代的画像砖、画像石和其他汉画载体文物。

### 契约文书馆
契约文书馆位于校图书馆五楼，收藏有包括地契、房契、借银文约、各类执照、火票等在内的古代契约文书2000多件，场馆公开展出的文书有近90件。

### 中国三彩艺术馆
中国三彩艺术馆位于校内月明湖旁，旨在利用声光电、多媒体等陈展手段，让参观者对洛阳三彩有初步的了解。

## 知名校友
- 丁一[16]：中国男演员、模特。
- 陆柱国[17]：中国电影编剧、作家，曾任八一电影制片厂副厂长。
- 孙善武[18]：曾任中共河南省委常委、河南省政协副主席。
- 韩钧[9][19]：中国人民解放军将领，参与抗日战争和解放战争。
- 刘俊义[20]：中共大同市委副书记，大同市人民政府市长。